# Соєве молоко
Со́єве молоко́ — рослинне молоко, що виробляється з соєвих бобів. Батьківщиною соєвого молока вважається Східна Азія. Як і інші види рослинного молока (рисове, вівсяне, мигдалеве), використовується в кулінарії також як і звичайне коров'яче молоко. З соєвого молока виробляють тофу, соєвий йогурт, інші напої (наприклад, молочні коктейлі).

## Історія появи
Перша згадка про сою у нас є завдяки малюнку вигравіруваному на кам'яній плиті в гробниці династії Хань (провінція Хейнань, північний Китай — 220 рік н. е.), де виявлена цікава кухонна сцена. На ній ясно зображена підготовка соєвого молока та тофу.
Перша відома письмова інформація про соєве молоко в Китаї — поема «Ода до Тофу». Автор Су Пін (Su Ping), 1500 рік нашої ери. У 1665 році соєве молоко вперше згадано європейцем — домініканським місіонером Domingo Fernández de Navarrete в його трактаті «A Collection of Voyages and Travels»

## Виробництво
Для виробництва соєвого молока пюріруються попередньо замочені на кілька годин соєві боби. Отримана маса вариться, фільтрується і остуджується. Може проводитися в домашніх умовах, у тому числі за допомогою спеціальних кухонних електроприладів для виробництва рослинного молока.

### Промислове виробництво
У промисловому виробництві соєвого молока розмочені соєві боби пюріруються у воді, в якій були замочені, потім маса віджимається, а рідина нагрівається протягом короткого часу до температури 135—150 °C.

## Харчова цінність
Містить білки, макро- і мікроелементи, ізофлавон, тіамін, піридоксин, вітамін В12 і вітамін Е, вітамін групи B, магній. Вміст цукру в соєвому молоці в 10 разів менший, ніж у коров’ячому.
Калорійність:  ~ 54 ккал/100 гр